# Monokuro Kinderbook
Monokuro Kinderbook (Yellowbacks イエローバックス, Ierōbakkusu) és un manga japonés escrit i dibuixat per Kan Takahama, del que és el primer treball. Va ser publicat per Seirindo, i l'edició en anglés la publicà l'editorial valenciana Ponent Mon. El manga consisteix en una antologia d’històries independents entre si i centrades en el costat més fosc de la vida.

## Recepció
Janet Houck, de Mania.com, compara l'antologia d'històries del manga amb els seus respectius finals sense cap conclusió de la vida en general.